# Sabueso de sangre de Baviera
La raza de perro de caza Sabueso de sangre de Baviera (Deutsche Bracke) se encuentra reconocida por la FCI con el número 299. Es un perro utilizado casi exclusivamente para búsqueda de caza mayor herida.

## Aspecto

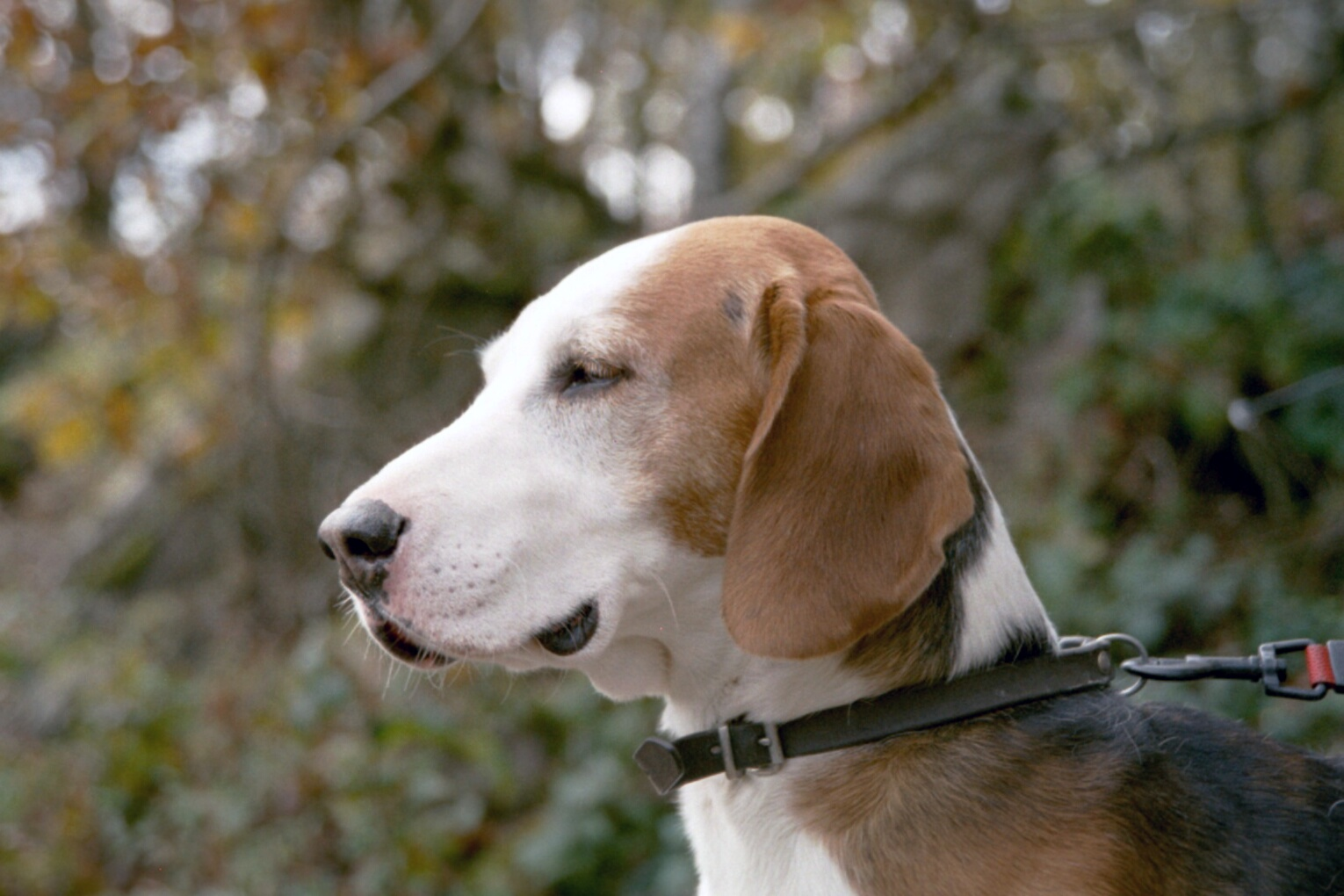
Sabueso de sangre de Baviera.

Perro de tamaño mediano, más bien ligero, muy bullicioso y musculoso. El tamaño de los machos nunca sobrepasa los 50 cm a la cruz y el de las hembras los 45 cm. El cuerpo es ligeramente alargado, con unos cuartos traseros un poco abombados y apoyados en patas no demasiado largas.
El cráneo es relativamente ancho, apenas abombado, no demasiado pesado, con un ligero stop. Hocico ni demasiado largo ni demasiado puntiagudo. Trufa negra o roja. Arcadas supraciliares bien desarrolladas. Labios bien descendidos pero no hasta el punto de parecer caídos. Comisuras de los labios bien marcadas.
Las orejas son bastante largas, pesadas, implantadas altas y anchas, adosadas a la cabeza; extremidad redondeada.
Ojos: límpidos, ni demasiado grandes ni demasiado redondos; párpados pegados al ojo; iris castaño oscuro o de un tono más claro.
El cuello ha de ser de longitud mediana, fuerte y seco.
La espalda no demasiado corta pero muy sólida. La parte lumbar es ancha, siempre ligeramente abombada y bien musculada hasta los flancos. La grupa es recta hasta el nacimiento de la cola.
Pecho no demasiado ancho, caja torácica profunda y larga, con falsas costillas largas y bien descendidas (hasta los flancos). Vientre ligeramente agalgado.
La cola de longitud mediana, llegando casi a la punta del corvejón, no implantada baja, estrechándose hacia la extremidad, llevada en horizontal o caída, más provista de pelo a lo largo de su perfil inferior.
Cuartos delanteros:  Hombro bien colocado oblicuamente, brazo largo, osamenta fuerte pero no pesada. Los miembros, vistos por delante, son completamente aplomados. Los cuartos delanteros son fuertemente musculosos. El carpo no está doblado aunque tampoco es completamente vertical.
Cuartos traseros:  Los muslos son largos y están bien formados, la pierna es relativamente larga y oblicua, el corvejón bien aplomado. Los cuartos traseros están tan bien provistos de pelo que la parte trasera de los muslos tiene un aspecto casi rugoso. Los miembros, vistos por detrás, son paralelos y bien aplomados, los corvejones no girados ni hacia dentro ni hacia fuera. la grupa es larga y recta.
Pies no particularmente fuertes, pero con dedos bien apretados y arqueados. Las uñas están bien desarrolladas y son negras o de color marfil. El pie no debe ser redondo (pie de gato) ni tampoco demasiado largo (pie de liebre), sino más bien en forma de cuchara.
Pelo grueso, plano, moderadamente áspero al tacto, poco brillante, más fino en la cabeza y las orejas, más duro y largo en el vientre y los muslos.
Colores: Todos los tonos de bermejo y leonado, amarillo, ocre, gris rojizo como el pelaje de invierno de los corzos, atigrado o de un tono de fondo mezclado con pelos negros. En los perros bermejos, la espalda está más intensamente coloreada que el resto del cuerpo. El hocico, las orejas, la espalda y la cola a menudo presentan pelos negros mezclados con el tono de fondo.

## Defectos en el estándar
Estructura corta (en "cob"), cruz pronunciada, perro de patas demasiado altas o demasiado bajas, antebrazos torcidos, dedos separados y pies alargados o planos, carpos y pies desviados hacia el exterior; espalda ensillada; lomos flojos; grupa corta o muy huidiza; miembros traseros demasiado rectos, corvejones de vaca o posición de duela de cuba. Costillas demasiado salidas. Cabeza puntiaguda con hocico flojo. Orejas implantadas demasiado bajas, puntiagudas y en tirabuzón. Nariz rosa. Ojo muy abierto dejando ver mucho rojo (tejido conjuntivo); ojo amarillo de ave de rapiña. Cuello demasiado corto y grueso. Cola excesivamente peluda, llevada alta o enroscada.
A rechazar por completo: los ejemplares cuya osamenta presente huellas de raquitismo o sea demasiado ligera, que carezcan de músculos, y que tengan una capa demasiado fina que constituya una cobertura insuficiente. También el prognatismo superior o inferior, los espolones (llegado el caso, se les deberán quitar a los cachorros en los primeros días después de nacer).
Colores: todos los tonos diferentes de los indicados y en particular el color negro y fuego (como en el teckel). Las marcas blancas son indeseables, aunque una mancha de tono más claro en el pecho no debe acarrear la descalificación del perro.